# Třída Akizuki (2010)
Třída Akizuki (jinak též 19DD) je třída víceúčelových raketových torpédoborců Japonských námořních sil sebeobrany. Ve službě nahradily torpédoborce třídy Hacujuki, které byly dokončeny v průběhu 80. let. Jejich hlavním úkolem je doprovod vrtulníkových nosičů třídy Hjúga a velkých torpédoborců se systémem Aegis tříd Kongó a Atago. V letech 2012–2014 byly do služby zařazeny čtyři jednotky této třídy.

## Stavba

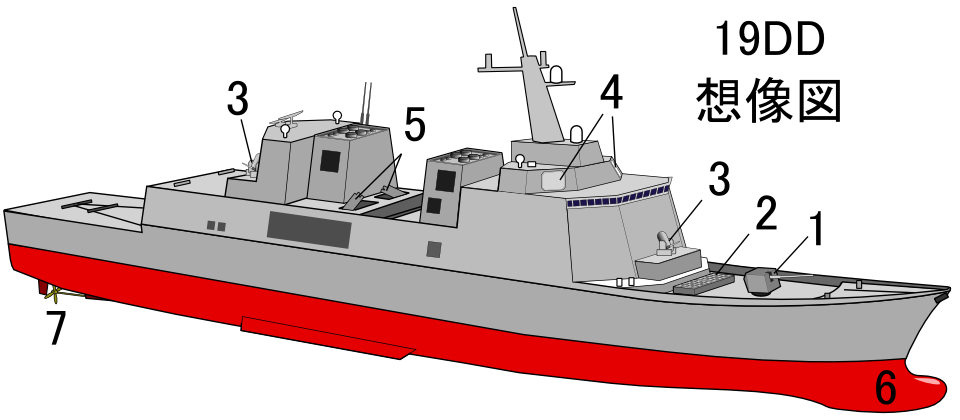
Schéma uspořádání třídy Akizuki. 1 – 127mm kanón, 2 – 32násobné silo VLS, 3 – 20mm systém Phalanx, 4 – radar, 5 – protilodní střely typu 90, 6 – sonar, 7 – lodní šrouby.

Japonská loděnice Mitsubishi Heavy Industries (MHI) postavila celkem čtyři jednotky této třídy. Kýl prvního z nich, Akizuki, byl založen v červenci 2009 v Nagasaki, přičemž v 13. října 2010 byl trup lodi spuštěn na vodu. Do aktivní služby vstoupil v roce 2012. Všechny čtyři jednotky byly dokončeny v letech 2012–2014.
Jednotky třídy Akizuki:
| Jméno             | Založení kýlu     | Spuštěna       | Vstup do služby | Status  |
| ----------------- | ----------------- | -------------- | --------------- | ------- |
| Akizuki (DD-115)  | 17. července 2009 | 13. října 2010 | 14. března 2012 | aktivní |
| Teruzuki (DD-116) | 2. června 2010    | 15. září 2011  | 7. března 2013  | aktivní |
| Suzucuki (DD-117) | 18. května 2011   | 17. října 2012 | 12. března 2014 | aktivní |
| Fujuzuki (DD-118) | 14. června 2011   | 22. srpna 2012 | 13. března 2014 | aktivní |

## Konstrukce

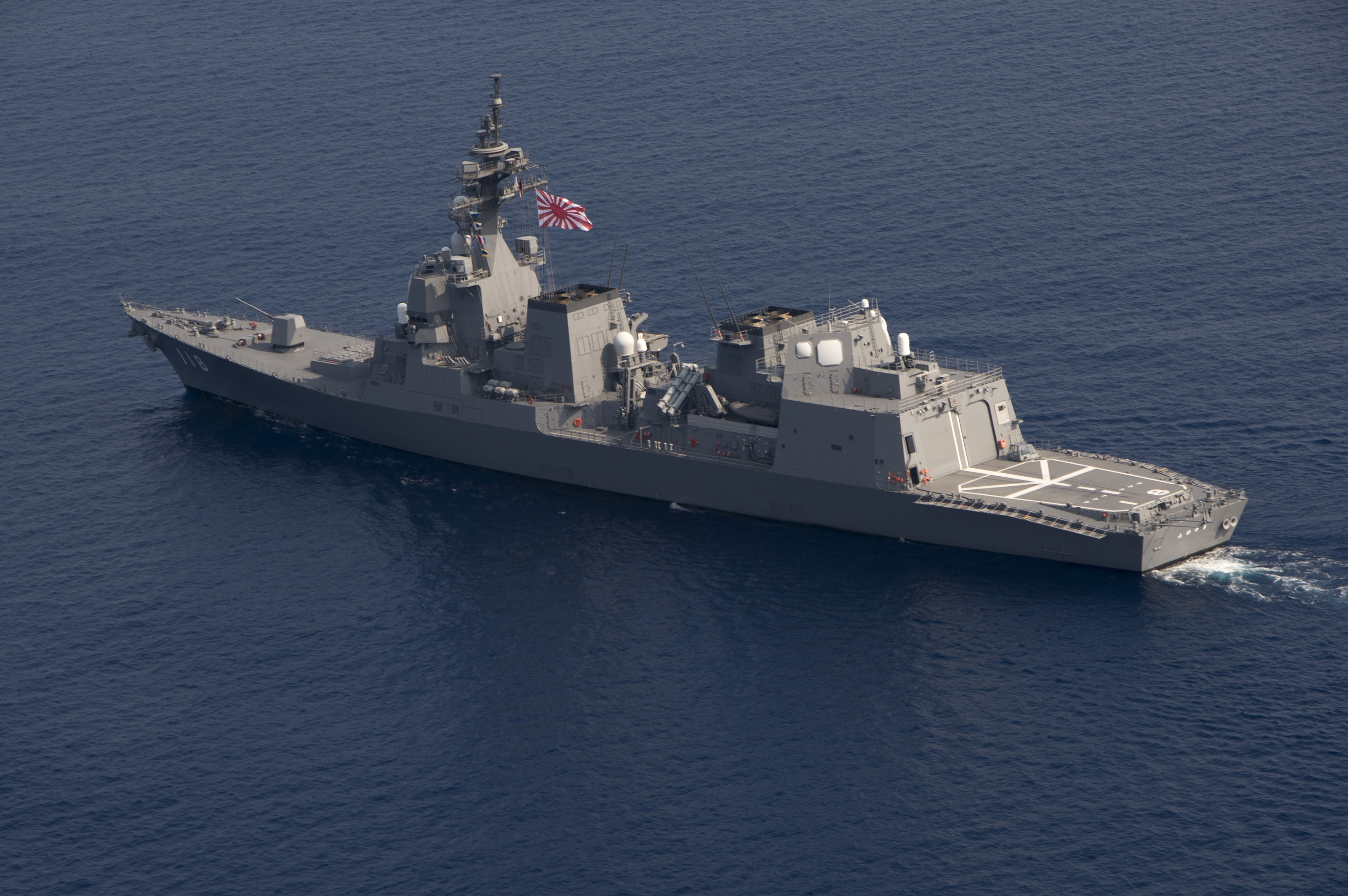
Fujuzuki (DD-118)

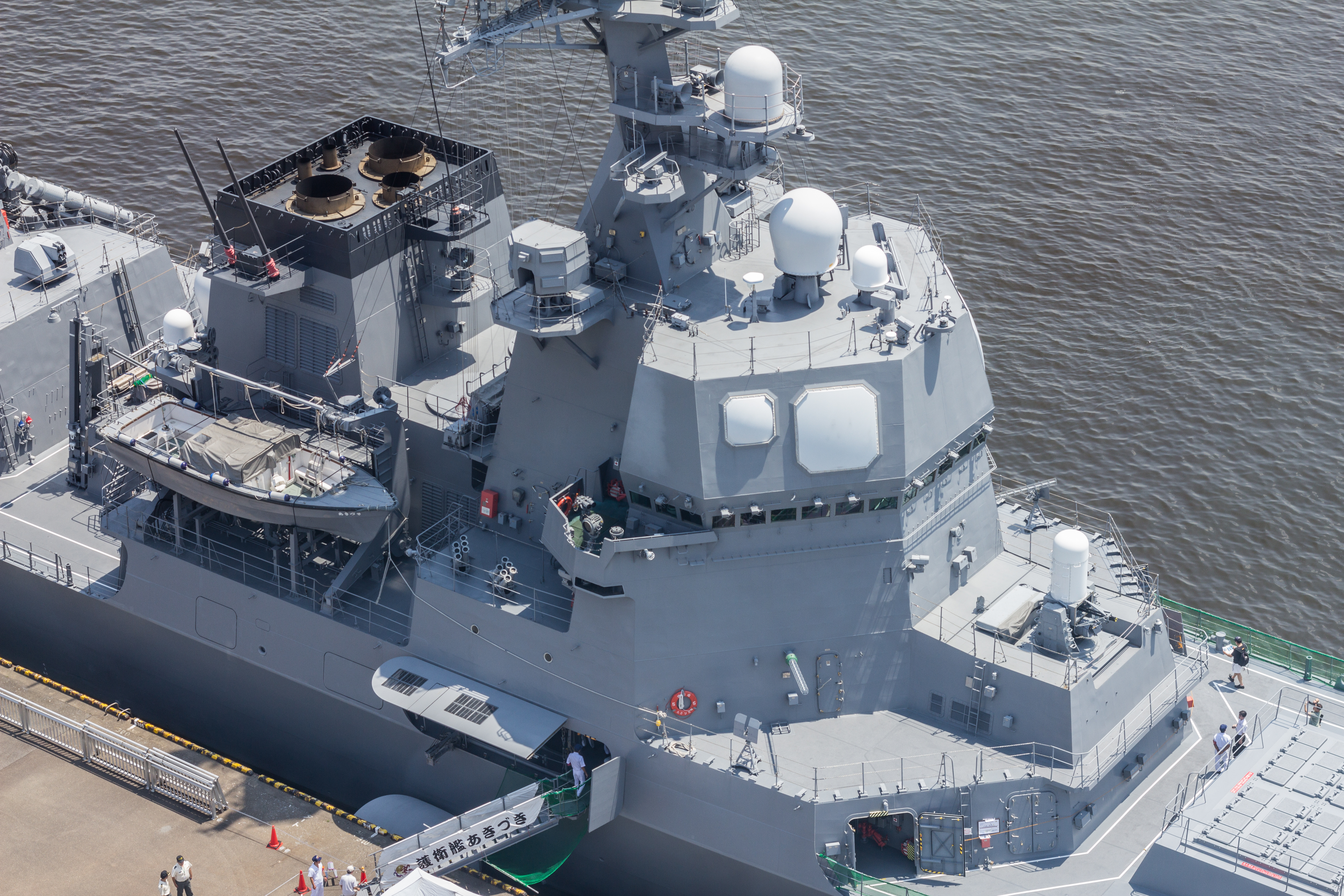
Detail nástavby Akizuki (DD-115)

Konstrukce lodí vychází z vylepšeného projektu torpédoborců třídy Takanami. Využívá přitom řadu prvků technologií stealth.
V dělové věži na přídi je umístěn jeden 127mm kanón. Torpédoborce rovněž nesou osm protilodních střel typu 90 s dosahem až 200 km. Další řízené střely jsou umístěny v příďovém 32násobném vertikálnímu odpalovacímu zařízení Mk 41. Do něj je možné umístit různé protiletadlové řízené střely RIM-162 ESSM a raketová protiponorková torpéda RUM-139 VL-ASROC. Bodovou obranu zajišťují dva systémy Phalanx Block1B, každý s jedním 20mm rotačním kanónem. Protiponorkovou výzbroj doplňují dva trojité 324mm torpédomety HOS-303 pro lehká protiponorková torpéda. Na zádi je letová paluba a hangár pro uskladnění dvou protiponorkových vrtulníků SH-60K.
Pohonný systém je koncepce COGAG. Čtyři plynové turbíny Rolls Royce Spey SM1C roztáčí dva lodní šrouby. Nejvyšší rychlost činí 30 uzlů.